# 謝敏
謝敏（?—?），福建晉江人，明朝政治人物、進士出身。

## 生平
建文四年，福建壬午乡试中舉。永樂二年，登甲申科進士，授遂溪縣知縣。